# Maladie de Cruveilhier-Baumgarten
Pour les articles homonymes, voir Cruveilhier et Baumgarten.
La maladie de Cruveilhier-Baumgarten ou maladie de Pégot-Cruveilhier-Baumgarten a été décrite par Pégot en 1833, par Cruveilhier en 1838 puis par Paul Clemens von Baumgarten en 1907. Il s'agit d'une affection congénitale rare caractérisée par la perméabilité anormale de la veine ombilicale avec hypertension portale sans cirrhose, et qui serait un cas particulier d'hypertension portale essentielle.

## Mécanisme
La maladie est consécutive à l'insuffisance du développement du système porte (système veineux du foie) et la persistance de la veine ombilicale.

## Description clinique
La maladie de Cruveilhier-Baumgarten se manifeste durant l'enfance et se caractérise par l'apparition d'une circulation collatérale importante avec, au niveau de l’ombilic, un réseau veineux apparent avec un aspect en « tête de méduse » (caput medusae des Anciens).
À l'auscultation on constate un bruit au niveau de la paroi abdominale au-dessous de la xyphoïde : le bruit de Cruveilhier-Baumgarten (bruit de diable ou humming-top murmur ), un thrill palpable, une hypertension portale avec splénomégalie, hypersplénisme et varices œsophagiennes. Le foie est normal.